# Soraya Homam
Soraya Homam (* 11. Dezember 1961 in St. Ingbert; † 21. August 2011) war eine professionelle deutsche Pokerspielerin. Sie war die Schwester des Hamburger Promi-Visagisten Reza Homam. Ihr Spitzname in der Pokerszene lautete Bibidel (persisch بى بى دل, in Deutsch: Herzdame).

## Biografie
Homam wuchs im Westerwald auf und erlernte dort den Beruf einer Hebamme. Ihre Begeisterung für Spiele mit einem strategischen Hintergrund entdeckte sie mit 13 Jahren, als sie in die Schach-Arbeitsgemeinschaft ihrer Schule eintrat und später einige Schachturniere gewinnen konnte. Sie war anschließend auch als Schachtrainerin tätig.
Anfang der 1990er Jahre hatte sie die erste Begegnung mit dem Pokerspiel; die Parallele zum Schachspiel waren für sie einer der Beweggründe eine professionelle Karriere als Pokerspielerin anzustreben.

## Erfolge
Ihr erster großer Erfolg war der Gewinn der European Holdem Championship 2000 in der Variante Pot Limit Hold’em in Baden-Baden im Juni 2000, für den sie 51.615 Deutsche Mark erhielt. Mit dem dritten Platz bei der Party Poker German Open im November 2007 in London konnte sie einen weiteren Erfolg erringen (Gewinn: 20.000 Englische Pfund, umgerechnet 41.337 US-Dollar). Ihr größter Erfolg war der Gewinn der Partypoker Women's World Open II in London im Oktober 2008. Für ihren Sieg im Feld der 32 Spielerinnen erhielt sie 50.000 US-Dollar.
Insgesamt hat sich Homam mit Poker bei Live-Turnieren mehr als 180.000 Dollar erspielt.